# Madonna 1983-1989
Madonna 1983 - 1989 je promotivna kompilacija američke pjevačice Madonne, izdana u rujnu 1989. pod Warner Music Japan. Bila je dostupna samo u Japanu. Sljedeće godine je doživjela re-izdanje te je preimenovana u Madonna 1983 - 1990.

## Povijest albuma
Ova kompilacija je bila skup 15 pjesama na CD-u iz prethodnih šest godina i mnogih hit singlova s njezinih albuma Madonna, Like a Virgin, True Blue, Who's That Girl i Like a Prayer. Stražnji omot je bila slika s Like a Prayer albuma.
S velikim uspjehom hit singla "Vogue" iz 1990. (s novog albuma I'm Breathless), te uspjehom Blond Ambition Tour, Warner Bros. Japan je napravio re-izdanje albuma. Na popis pjesama je uključio "Vogue" i "Keep It Together", a izbacio pjesme "Into the Groove" o "Crazy for You". Re-izdanje je objavljeno u svibnju 1990. pod novim nazivom Madonna 1983 - 1990. Stražnji omot je sadržavao sliku iz glazbenog videa za pjesmu "Oh Father"
Oba CD-a su zbog ograničenog broja kopija postali meta kolekcionara, a vrijednost im se kreće između 400-500 $.

## Popis pjesama
Sve pjesme se nalaze u izvornoj verziji

### 1983-1989
1. Express Yourself
2. Like a Prayer
3. Lucky Star
4. Holiday
5. Borderline
6. Material Girl
7. Like a Virgin
8. Dress You Up
9. Papa Don't Preach
10. Open Your Heart
11. La Isla Bonita
12. Who's That Girl
13. Into the Groove
14. Cherish
15. Crazy for You

### 1983-1990
1. Vogue
2. Keep It Together
3. Express Yourself
4. Like a Prayer
5. Lucky Star
6. Holiday
7. Borderline
8. Material Girl
9. Like a Virgin
10. Dress You Up
11. Papa Don't Preach
12. Open Your Heart
13. La Isla Bonita
14. Who's That Girl
15. Cherish